# Хліб пахне порохом
«Хліб пахне порохом» — радянський художній фільм 1973 року, знятий режисером В'ячеславом Никифоровим на кіностудії «Білорусьфільм».

## Сюжет
Дія фільму відбувається в роки Громадянської війни в Орші на світанку становлення Радянської влади. Сюжет зав'язаний на відправленні ешелону із зерном для російських військовополонених до Німеччини за власною вказівкою Леніна відповідно до умов Брестського мирного договору: після Жовтневого перевороту питання про вихід зі світової імперіалістичної війни стало для молодої радянської держави питанням життя і смерті.
Комісар Данило Іващенко (Володимир Самойлов) та прапорщик Лукашевич (Сергій Сазонтьєв), спочатку — непримиренні вороги, протистоять підступам лівоесерівських бунтівників, які хочуть зірвати постачання російським військовополоненим 36 вагонів із хлібом. Вітальна телеграма від Леніна — з приводу успішного виконання завдання — застає живим лише одного з них. Події фільму справжні у своїй історичній основі.

## У ролях
- Володимир Самойлов — Данило Іващенко, комісар
- Сергій Сазонтьєв — Лукашевич, прапорщик
- Михайло Кокшенов — Степан Бизін
- Георгій Георгіу — Нитковський
- Григорій Гай — Яків Петрович
- Валентина Карева — Юля
- Іван Мацкевич — Горбач
- Діма Рогачов — Чижик
- Здислав Стомма — есер
- Яніс Грантіньш — Ян Карлович
- Віктор Плют — Рам
- Олександр Хвиля — Микола Яхонтов
- Степан Бірілло — роль другого плану
- Павло Кормунін — батько Лукашевича
- Тетяна Алексєєва — мати Лукашевича
- Олександр Середа — роль другого плану
- Петро Вескляров — Колесник
- Юрій Галкін — роль другого плану
- Зоя Осмоловська — роль другого плану
- Євген Абрамов — роль другого плану
- Анатолій Азо — Петрунін
- Л. Апініс — епізод
- Борис Борисьонок — Ходанович
- Фома Воронецький — епізод
- Вікторс Грузіньш — епізод
- Ігор Варпа — епізод
- З. Звейдріс — епізод
- Борис Руднєв — Петро
- Валерій Караваєв — епізод
- Микола Манохін — епізод
- Михайло Петров — Семен
- Фелікс Ейнас — епізод
- Галина Макарова — епізод
- Рогволд Суховерко — епізод
- Іван Шатило — епізод
- Володимир Антоник — епізод
- Василь Молодцов — полонений російський офіцер
- Петро Юрченков — епізод

## Знімальна група
- Режисер — В'ячеслав Никифоров
- Сценарист — Іван Шамякін
- Оператор — Едуард Садрієв
- Композитор — Олег Янченко
- Художник — Євген Ганкін